# 7553 Buie
7553 Buie è un asteroide della fascia principale. Scoperto nel 1981, presenta un'orbita caratterizzata da un semiasse maggiore pari a 2,3911628 UA e da un'eccentricità di 0,1464503, inclinata di 3,28163° rispetto all'eclittica.
L'asteroide è dedicato all'astronomo statunitense Marc W. Buie.